# رافی
هاکوپ ملیک-هاکوپیان (ارمنی: Յակոբ Մելիք-Յակոբեան (classical); Հակոբ Մելիք-Հակոբյան (reformed)) با نام ادبی رافی (ارمنی: Րաֆֆի); (زاده ۵ سپتامبر ۱۸۳۵ - درگذشته ۲۵ آوریل ۱۸۸۸) رمان‌نویس و داستانسرای بزرگ ارمنی است. رافی را پدر رمان تاریخی ارمنی دانسته‌اند.
نام اصلی وی هاکوپ ملیک-هاکوپیان (به ارمنی: Յակոբ Մելիք-Յակոբեան) و رافی لقب و تخلص اوست. در منابعی که به گویش ارمنی باختری نوشته می‌شوند نام او را گاه به‌صورت هاگوپ هاگوپیان هم می‌نویسند. شکوفایی نویسندگی او در تفلیس بود و در آنجا به مکتب نویسندگی مجلهٔ «مْشاک» پیوست. معروفترین رمان رافی، «خِنت» (به معنی ابله) نام دارد که به انگلیسی نیز ترجمه شده‌است.

## زندگی

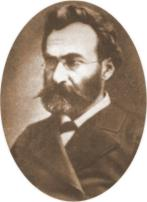

رافی، در ۵ سپتامبر ۱۸۳۵ (۱۲۱۴خ)، در روستای پایاجوک (Pʿayaǰūk)، از توابع سلماس، متولد شد. پدرش از تجار معروف و شناخته شدهٔ زمان خود بود و خانوادهٔ آن‌ها به مهمان‌نوازی معروف بودند. به همین دلیل، خانهٔ آن‌ها همواره محل رفت‌وآمد اشخاص مختلفی از جاهای دور و نزدیک بود. برخی از این مهمان‌ها وقایع و داستان‌های جالبی تعریف می‌کردند که رافی کوچک با علاقه و دقت بسیار به آن‌ها گوش می‌داد و به خاطر می‌سپرد.
رافی تحصیلات ابتدایی را در زادگاهش فرا گرفت و سپس برای ادامهٔ تحصیل، رهسپار شهر تفلیس شد. در ابتدا، در «مدرسهٔ خصوصی کاراپت بلاخیانتسی» و سپس، در «کالج روسی»، ادامهٔ تحصیل داد. در سال ۱۸۵۶م (۱۲۳۵خ) به رافی خبر رسید که اوضاع مالی خانوادهاش به شدت رو به وخامت است و او باید برای ادارهٔ امور خانواده به روستای محل تولدش بازگردد. به این ترتیب، رافی، نویسندهٔ بزرگ آینده، با تمام علاقه و آرزو، موفق به کسب تحصیلات عالی نشد.
زندگی در تفلیس و آشنایی با جامعهٔ روشنفکر آن تأثیری شگرف بر افکار جستجوگر رافی جوان و احساساتی گذاشت. به خصوص اینکه او دریافته بود ملت‌های قفقاز نوعی نوزایی را تجربه کرده و مراحلی از آن را پشت سر گذاشته‌اند و رافی فکر می‌کرد که با سعی و تلاش بسیار می‌تواند روشنفکری و روشنگری را در ایران نیز معرفی کند و مورد توجه مردم قرار دهد. او معتقد بود هر گونه نوآوری را باید با تحقیق در زندگی ملتها شروع کرد و هر روشنفکر نوگرایی باید رنج‌ها و مرارت‌های مردم را بشناسد. در پی این اعتقاد او، برای شناخت بیشتر هموطنان گرفتار در یوغ بندگی و اسارت دشمنان، شروع به سفر به نقاط مختلف ارمنستان غربی کرد. در این سفرها اطلاعات گرانبها و دقیقی از اوضاع جغرافیایی و طرز زندگی مردم و آداب و رسوم آن‌ها جمع‌آوری کرد که بعدها گنجینه‌ای ارزشمند برای آثار ادبی او شد.
اوضاع مالی خانوادهٔ ملیک-هاکوپیان اجازه نداد تا رافی به تحقیق و تکاپوی بیشتر بپردازد به خصوص اینکه پدرش نیز فوت کرد و او می‌بایست برای ادارهٔ خانوادهٔ پرجمعیت خود کار و حرف‌های را برمی گزید. رافی دریافت که در این شرایط سخت و دشوار فقط باید به ادبیات پناه برد و تنها به کمک ادبیات خواهد توانست هم زندگی خانواده را سر و سامان دهد و هم به خواست قلبی خود عمل کند و رنج و مرارت‌های هموطنانش را به گوش جهانیان برساند.
رافی مدتی در ایران به کار معلمی پرداخت اما موفقیتی کسب نکرد و ناچار دوباره به تفلیس بازگشت و با جوانان تحصیلکرده و روشنفکر بسیاری آشنا شد و طی همین دوستی‌ها و رفت‌وآمد با آن‌ها بود که گریگور آرتزرونی او را مورد توجه خود قرار داد و از وی برای همکاری با مجلهٔ «مْشاک» دعوت به عمل آورد، فرصت بسیار خوبی که رافی از آن برای نشان دادن دردها و آلام مردم بهره برد. در مْشاک، رافی زندگی ارمنیان ایران و آگولیس و اوضاع تحصیلی این مناطق را با تأثر بسیار منتشر کرد. در واقع، او که در سال ۱۸۷۵م (۱۲۵۴ خ)، در آگولیس و ایران به کار معلمی پرداخته بود خاطرات تلخ این دوران را در مجله می‌نوشت.

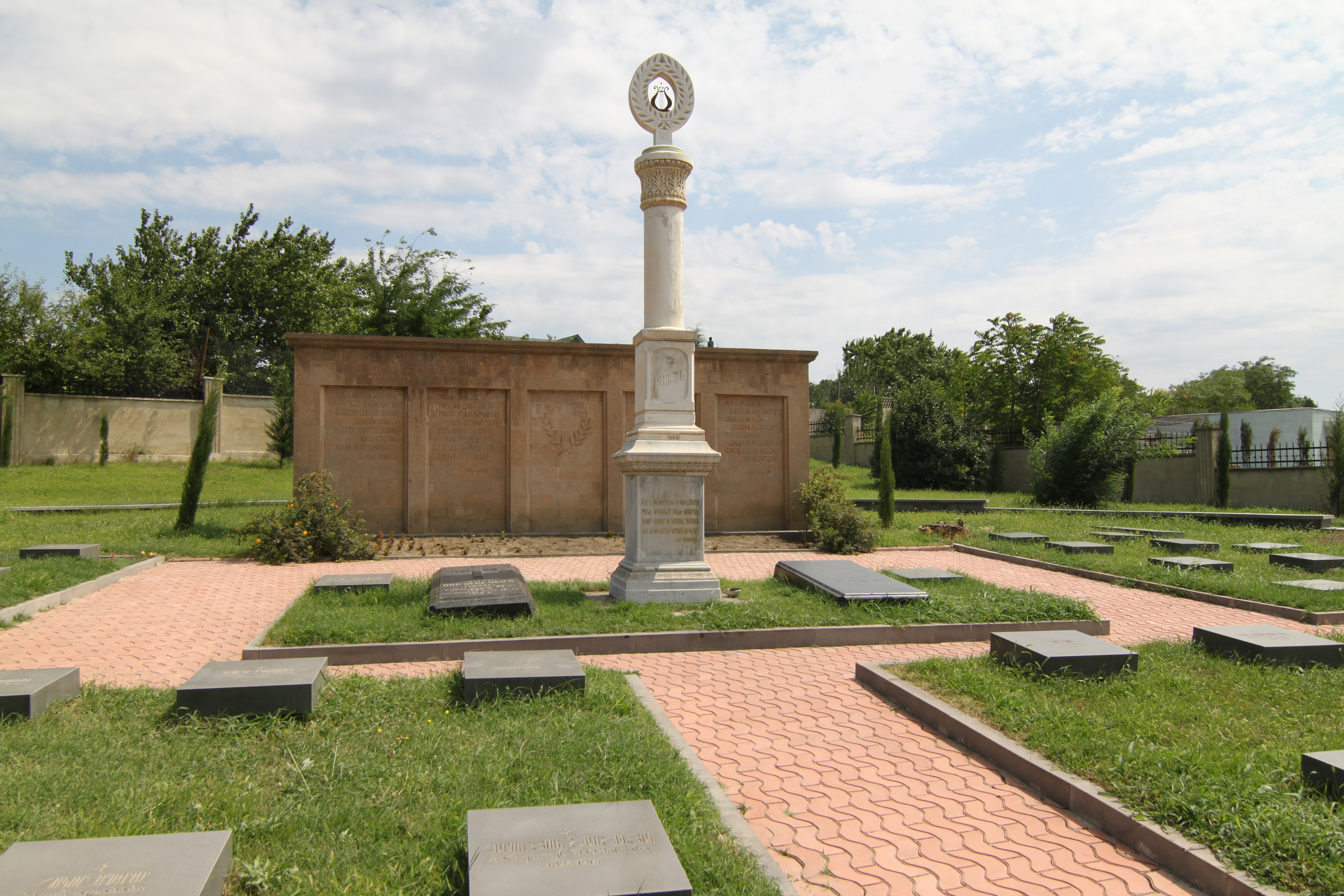

رافی آثاری گرانبها و پرارزش به گنجینهٔ ادبیات ارمنی افزود و برای آیندگان میراثی گرانقدر به یادگار گذاشت. او، که از بزرگان رمانتیسم ارمنی به‌شمار می‌آید با دیدی موشکافانه به تمام زوایای زندگی می‌نگرد و با افکار روشن‌بینانه، رمانتیک و میهن‌پرستانهٔ خود خوانندگان آثارش را به شناخت زیبایی، آزادی و عدالت اجتماعی راهنمایی می‌کند. قلم رافی بسیار شیوا و توان تصویرگری او بسیار قوی است. خواننده با علاقه و اشتیاق بسیار آثار او را، که از ده‌ها جلد تجاوز می‌کند، می‌خواند. داشتن تمام آثار رافی برای هر خانوادهٔ ارمنی گنجینه‌ای پرارزش و مایهٔ افتخار است. خواننده، در نوشته‌های رافی، پس از هربار خواندن مفاهیم و معانیای تازه می‌یابد.
رافی در ۲۵ آوریل ۱۸۸۸م برابر با ۱۲۶۷ خورشیدی، در سن ۵۲ در تفلیس درگذشت و در پانتئون ارمنیان تفلیس (خوجیوانک) به خاک سپرده شد. پیام‌های انسان‌دوستانه و میهن‌پرستانهٔ رافی همواره از ویژگی نو بودن و تازگی برخوردار بوده و سبک او نوآوری‌های جالبی دارد که حتی با گذشت صدها سال تازگی و جذابیت خود را از دست نمی‌دهد.

## کتابشناسی

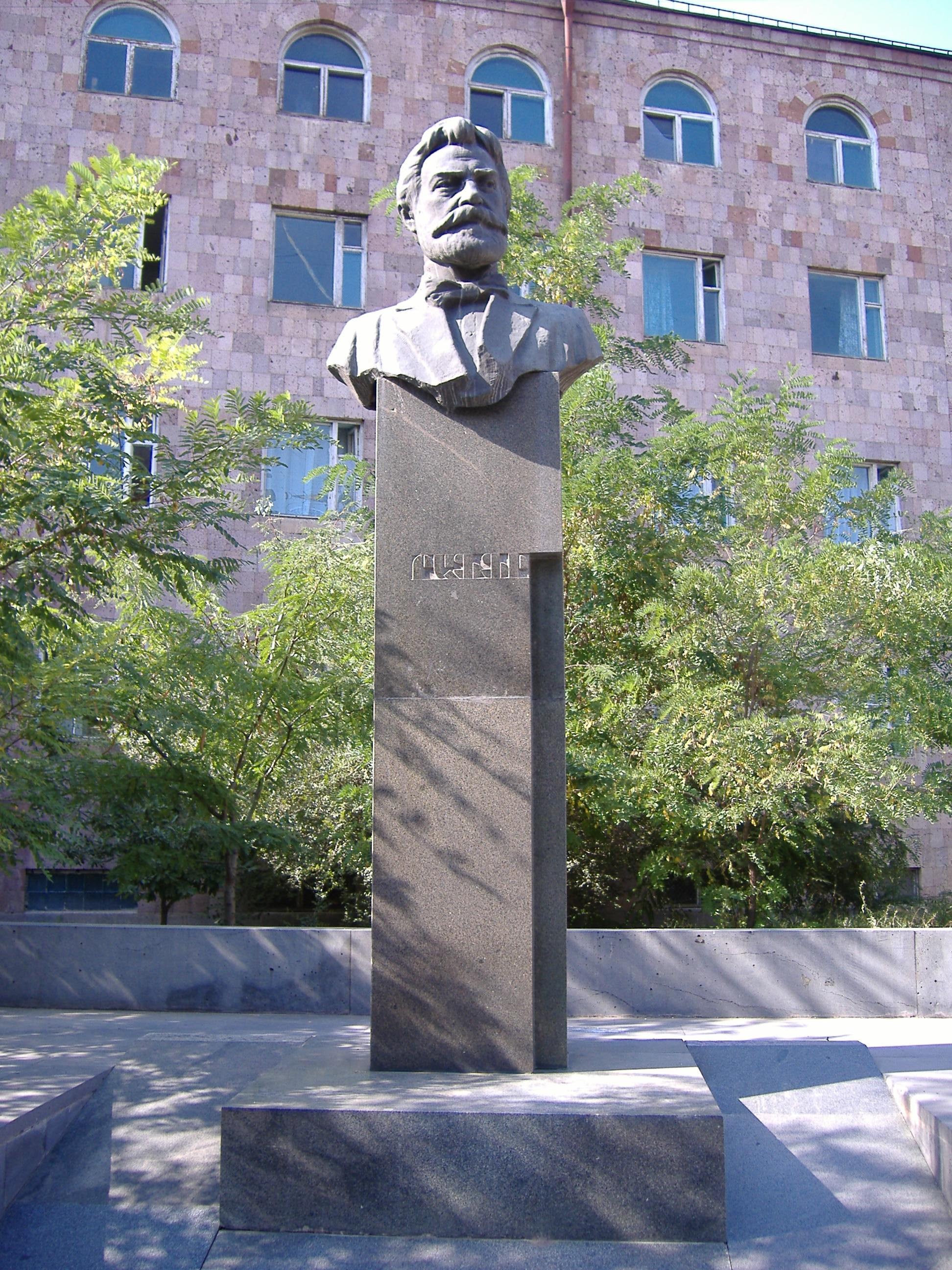
مجسمه رافی در ایروان

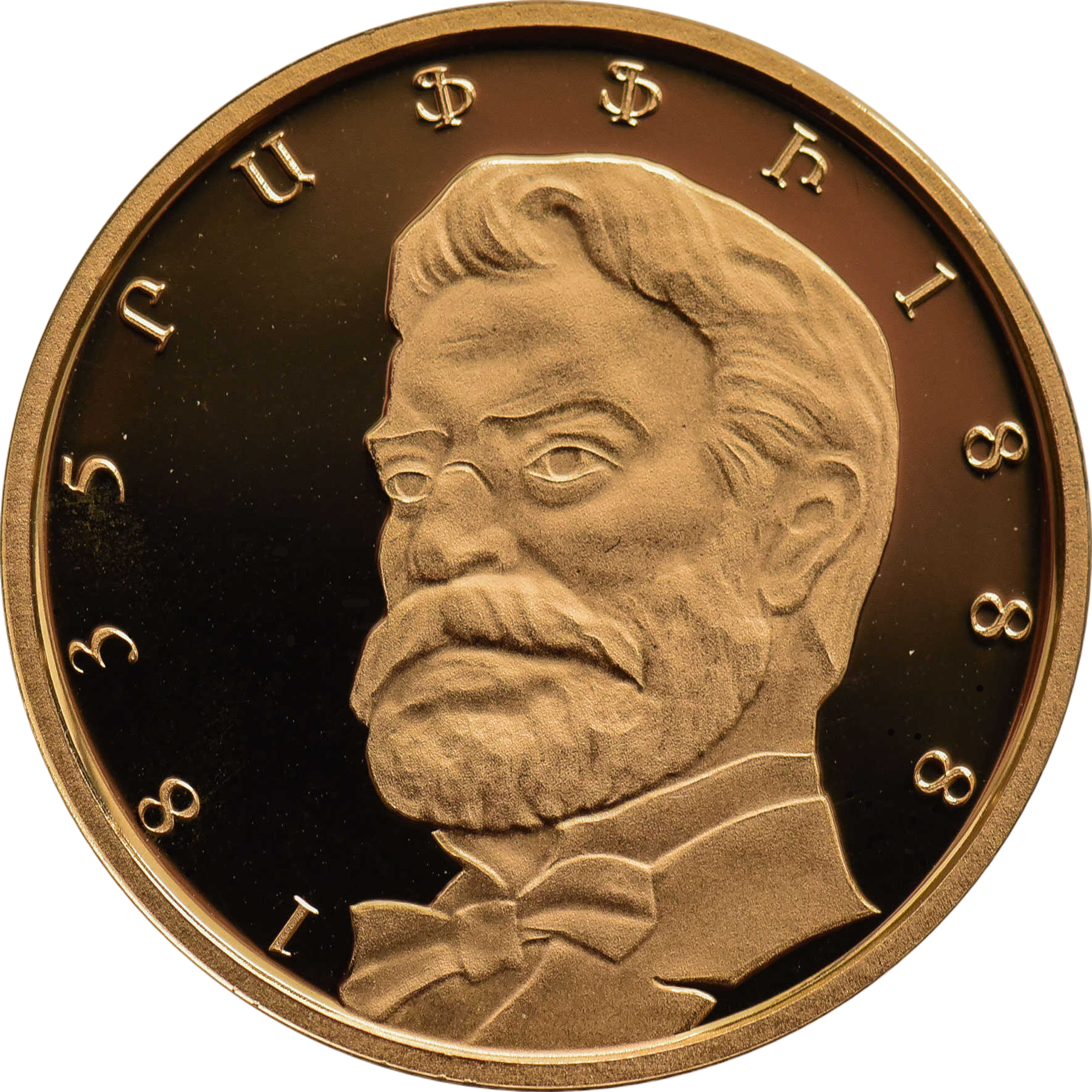
۱۰٬۰۰۰ درام ارمنستان

| سال انتشار | نام اثر                                                                         | تلفظ ارمنی                 | به انگلیسی                     | یادداشت                                                           |
| ---------- | ------------------------------------------------------------------------------- | -------------------------- | ------------------------------ | ----------------------------------------------------------------- |
| ۱۸۷۸       | «جلال‌الدین»                                                                     |                            | Jallaleddin                    |                                                                   |
| ۱۸۷۴       |                                                                                 |                            | Salpi                          |                                                                   |
|            |                                                                                 |                            | Harem                          | چاپ بخش اول ۱۸۷۴–۷۵ بخش پایانی پس از مرگ توسط همسرش               |
| ۱۸۸۰       | «ابله»                                                                          | Khentə                     | The Fool                       |                                                                   |
| ۱۸۸۰–۸۲    | «داوید بیگ»                                                                     |                            |                                | Davit Bek                                                         |
| ۱۸۸۲       | «خروس طلایی»                                                                    | Voski Akaghagh             | The Golden Rooster             |                                                                   |
| ۱۸۸۲–۸۳    | «یادداشت‌های دزد صلیب»                                                           | Khatchakoghí Hishadakaranə | The Memoir of A Cross-Stealer  | شابک ‎۹۷۸−۱−۴۳۴۳−۵۶۷۲−۷                                            |
| ۱۸۸۳–۸۴    | «جرقه‌ها»                                                                        | Kaytzer                    | Sparks                         |                                                                   |
| ۱۸۸۶       | «ساموِل»                                                                         |                            | Samvel                         |                                                                   |
| ۱۸۸۸       | «ملوک خمسه، قره باغ و پنج ملیک ارمنی آن از فروپاشی صفویه تا جنگ‌های ایران و روس» | Khamsayi Melikoutiunerə    | The Five Melikdoms of Karabagh | ترجمه:آرا دراستپانیان. تهران. پردیس دانش ۱۳۸۴. شابک:۴-۰-۹۶۷۷۷-۹۶۴ |